# 코넬리아 오티스 스키너

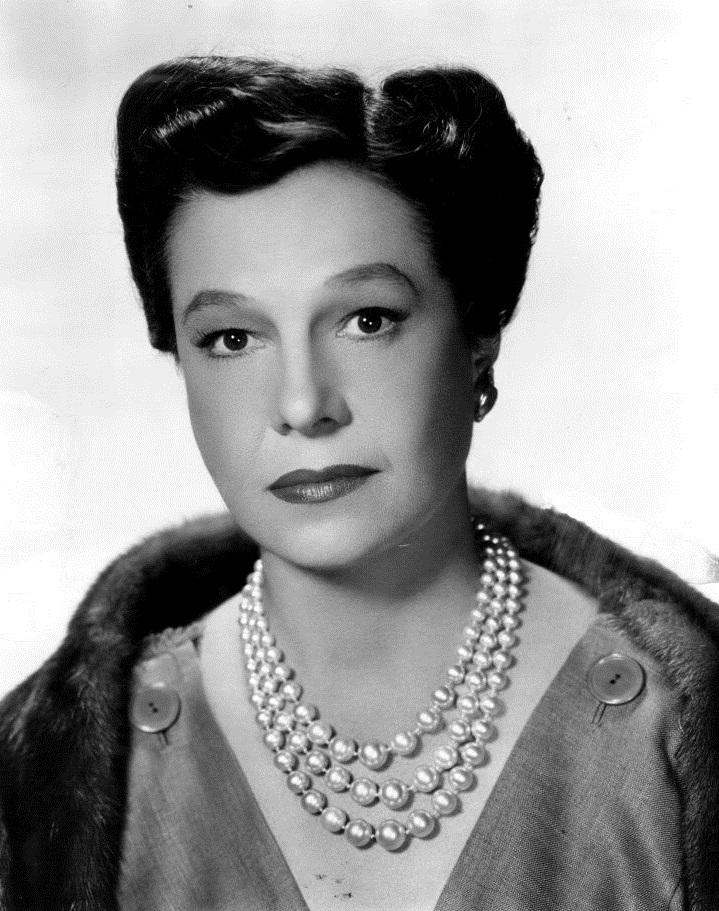

코넬리아 오티스 스키너(Cornelia Otis Skinner, 1899년 5월 30일 ~ 1979년 7월 9일)는 미국의 극작가, 전기 작가, 연극 배우, 각본가, 작가, 영화배우이다.
시카고에서 태어났으며 뉴욕에서 사망하였다.

## 영화
- 애증의 세월 (1968년)
- 걸 인 더 레드 벨벳 스윙 (1955년)
- 언인바이티드 (1944년) - 할로웨이 양 역
- 스테이지 도어 캔틴 (1943년)